# Provincia Kırșehir
Provincia Kırșehir este o provincie a Turciei cu o suprafață de 6,570 km², localizată în partea centrală a țării.

## Districte
Adana este divizată în 7 districte (capitala districtului este subliniată): 
- Akçakent
- Akpınar
- Boztepe
- Çiçekdağı
- Kaman
- Kırșehir
- Mucur